# Saint-Antoine-l’Abbaye
Saint-Antoine-l’Abbaye korábbi község (település) Franciaországban, Isère megyében. 2015. december 31-én Dionay községgel egyesült és Saint Antoine l’Abbaye új község része lett.
Lakosainak száma 1195 fő (2016. január 1.). Saint-Antoine-l’Abbaye Montmiral, Chatte, Dionay, Montagne, Saint-Appolinard, Saint-Bonnet-de-Chavagne és Valherbasse községekkel határos.

## Népesség
A település népessége az elmúlt években az alábbi módon változott:

| 2013 | 1 053 |
| 2016 | 1 195 |